# Somatidiopsis biroi
Somatidiopsis biroi is een keversoort uit de familie boktorren (Cerambycidae). De wetenschappelijke naam van de soort is voor het eerst geldig gepubliceerd in 1953 door Breuning.